# استپان میکائلیان
استپان هوهانسی میکائلیان (ارمنی: Ստեփան Հովհաննեսի Միքայելյան؛  زادهٔ ۹ سپتامبر ۱۹۳۷) شاعر، نویسنده ادبیات کودکان اهل ارمنستان بود.

## زندگی‌نامه
وی در ۹ سپتامبر ۱۹۳۷ در لنیناکان به دنیا آمد . وی عضو اتحادیه نویسندگان ارمنستان بود. وی همچنین برندهٔ جوایزی همچون مدال طلای وزارت فرهنگ جمهوری ارمنستان شده‌است.